# پروانه‌ماهی هاوایی
پروانه‌ماهی هاوایی (نام علمی: Chaetodon tinkeri) نام یک گونه از تیره پروانه‌ماهی است.